# Орден Афтаб
Орден Афтаб (перс. نشان آفتاب‎; также известный, как (первый) Дамский орден Солнца) — персидский женский орден.

## История и описание
Орден был учреждён персидским шахом Насер-ад-Дином Каджаром во время его путешествия по Европе в 1873 году. Орден предназначался исключительно для награждения женщин (получателями других персидских орденов могли стать лишь мужчины). Кавалерственными дамами ордена нередко становились члены европейских правящих фамилий, в том числе, королева Виктория (в том же 1873 году).
Первоначально орден имел только орденский знак, однако уже вскоре к нему добавилась орденская звезда. Внешний вид орденского знака был крайней необычен. О представлял собой верхнюю половину традиционной орденской звезды с центральным медальоном, но без нижней половины. Многочисленные лучи «полузвезды» и ободок центрального медальона были усыпаны бриллиантами. В центральном медальоне располагалось нарисованное вручную гротескное круглое женское лицо со сросшимися бровями, официально именуемое «женщиной-солнцем». Звезда ордена выглядела также, как и знак, но с добавлением нижней половины.
В силу своей экзотичности орден пользовался некоторой популярностью в Европе: сохранились фотографии королевы Виктории со знаком ордена на платье.
Когда династию Каджаров сменила династия Пехлеви, орден Афтаб в 1939 год был упразднён и в 1967 году заменён орденом Арьямехр (Солнца Ариев), который вручался женщинам из династии Пехлеви и был упразднён после Иранской революции.